# Urbana (Nueva York)
Urbana es un pueblo ubicado en el condado de Steuben en el estado estadounidense de Nueva York. En el año 2000 tenía una población de 2,546 habitantes y una densidad poblacional de 24 personas por km².

## Geografía
Urbana se encuentra ubicado en las coordenadas 42°24′32″N 77°14′1″O / 42.40889, -77.23361.

## Demografía
Según la Oficina del Censo en 2000 los ingresos medios por hogar en la localidad eran de $39,184, y los ingresos medios por familia eran $43,309. Los hombres tenían unos ingresos medios de $32,500 frente a los $19,584 para las mujeres. La renta per cápita para la localidad era de $13,906. Alrededor del 9.8% de la población estaban por debajo del umbral de pobreza.